# Rusłan Hunczak
Rusłan Iwanowycz Hunczak, ukr. Руслан Іванович Гунчак (ur. 9 sierpnia 1979 we wsi Szyszkiwci, w obwodzie czerniowieckim) – ukraiński piłkarz, grający na pozycji pomocnika, a wcześniej napastnika.

## Kariera piłkarska

### Kariera klubowa
Jest wychowankiem Bukowyny Czerniowce, w którym w 1998 rozpoczął karierę piłkarską. W 2002 przeniósł się do Prykarpattia Iwano-Frankowsk, a latem do Illicziwca Mariupol. W 2004 został piłkarzem klubu Metalista Charków, a w następnym roku przeszedł do FK Charków. W 2009 podpisał kontrakt z azerskim klubem Simurq Zaqatala. Przed rozpoczęciem sezonu 2009/10 powrócił do Bukowyny. W październiku 2012 postanowił zakończyć karierę piłkarską, ale już na początku 2013 podpisał roczny kontrakt z białoruskim Naftanem Nowopołock. W styczniu 2014 przedłużył go na kolejny rok. W grudniu 2016 postanowił zakończyć karierę piłkarską.

## Sukcesy i odznaczenia

### Sukcesy klubowe
- brązowy medalista mistrzostw Azerbejdżanu: 2009
- mistrz grupy A Ukraińskiej Drugiej Ligi: 2000

### Sukcesy indywidualne
- król strzelców Ukraińskiej Pierwszej Ligi: 2011